# Ouladzimir Parfianovitch
Vladimir Vladimirovitch Parfenovitch (russe : Владимир Владимирович Парфенович), né le 2 décembre 1958 à Minsk, est un kayakiste soviétique des années 1970 et 1980 devenu par la suite homme politique biélorusse puis entraîneur de canoë-kayak.

## Biographie
Vladimir Parfenovitch fait partie de la délégation soviétique aux épreuves de canoë-kayak aux Jeux olympiques d'été de 1980 de Moscou. Il remporte à cette occasion trois médailles d'or, en kayak monoplace (K1) 500 mètres et en kayak biplace (K2) 500 et 1000 mètres.
Le kayakiste remporte également neuf médailles d'or aux championnats du monde de course en ligne (1979 : K1 500 mètres et K2 500 mètres, 1981 : K1 500 mètres, K2 500 mètres et K2 1000 mètres, 1982 : K1 500 mètres, K2 500 mètre et K2 1000 mètres, 1983 : K1 500 mètres), et trois médailles d'argent (1978 : K1 500 mètres, 1983 : K2 500 mètres et K2 1000 mètres). Il est neuf fois champion d'Europe de course en ligne (1979 et de 1981 à 1983). Parfenovitch est aussi titré à de nombreuses reprises au niveau national : il est sacré 17 fois champion d'URSS.
Après avoir pris sa retraite sportive, Vladimir Parfenovitch travaille à la Commission des sports du gouvernement de RSS de Biélorussie et est professeur d'éducation physique et sportive. Il sert ensuite au KGB et dans les forces de police biélorusse, avant de devenir homme d'affaires.
En 1995, il est président de la Fédération biélorusse de canoë-kayak, poste qu'il occupe douze ans. 
En 2000, il entre dans la vie politique en étant élu à la Chambre des représentants de Biélorussie, au sein du groupe parlementaire Respublika, contestataire du régime en place. En juin 2004, trois députés de ce groupe parlementaire, dont Parfenovitch, organisent une grève de la faim de 18 jours ; ils veulent l'adoption d'amendements au Code électoral favorable au président Alexandre Loukachenko,. Le Parlement vote contre, mettant fin à la grève.
En juillet 2004, alors qu'il est membre du Comité olympique biélorusse, Parfenovitch met en doute l'objectif de 25 médailles fixés par Loukachenko à la délégation biélorusse. Quelques jours plus tard, il est menacé de destitution au sein du Comité pour négligence ; Parfenovitch parle de décision politique. Il se voit refuser une nouvelle candidature au poste de député en octobre 2004.
Il retourne dans le monde du sport en 2010, en entraînant l'équipe de Russie de canoë-kayak.